# Oekraïne op de Olympische Spelen
Oekraïne is een van de landen die deelneemt aan de Olympische Spelen. Oekraïne debuteerde op de Winterspelen van 1994. Twee jaar later, in 1996, kwam het voor het eerst uit op de Zomerspelen.
Tot 1991 was het land als de SSR Oekraïne onderdeel van de Sovjet-Unie en namen de Oekraïners (eventueel) deel als lid van het Sovjetteam. In 1992 werd er zowel op de Winter- als Zomerspelen deelgenomen met het Gezamenlijk team op de Olympische Spelen.
In 2022 nam Oekraïne voor de achtste keer deel aan de Winterspelen, Parijs 2024 was voor de achtste deelname aan de Zomerspelen. Het is een van de 44 landen die zowel op de Zomer- als de Winterspelen een medaille behaalde.

## Medailles en deelnames
Er werden 160 medailles behaald, negen (3-2-4) op de Winterspelen en 151 (38-40-73) op de Zomerspelen. Dit is exclusief de elf ontnomen medailles.

### Overzicht
De tabel geeft een overzicht van de jaren waarin werd deelgenomen, het aantal gewonnen medailles en de eventuele plaats in het medailleklassement.
| Zomerspelen | Zomerspelen | Zomerspelen | Zomerspelen | Zomerspelen | Zomerspelen |        | Winterspelen | Winterspelen | Winterspelen | Winterspelen | Winterspelen | Winterspelen |
| Jaar        | Goud        | Zilver      | Brons       | Totaal      | Rang        | Jaar   | Goud         | Zilver       | Brons        | Totaal       | Rang         |              |
| 1996        | 9           | 2           | 12          | 23          | 9           | 1994   | 1            | 0            | 1            | 2            | 13           |              |
| 2000        | 3           | 10          | 10          | 23          | 21          | 1998   | 0            | 1            | 0            | 1            | 18           |              |
| 2004        | 8           | 5           | 9           | 22          | 13          | 2002   | 0            | 0            | 0            | 0            | -            |              |
| 2008        | 7           | 4           | 11          | 22          |             | 2006   | 0            | 0            | 2            | 2            | 25           |              |
| 2012        | 5           | 4           | 10          | 19          |             | 2010   | 0            | 0            | 0            | 0            | -            |              |
| 2016        | 2           | 5           | 4           | 11          | 31          | 2014   | 1            | 0            | 1            | 2            | 20           |              |
| 2020        | 1           | 6           | 12          | 19          | 44          | 2018   | 1            | 0            | 0            | 1            | 21           |              |
| 2024        | 3           | 4           | 5           | 12          | 22          | 2022   | 0            | 1            | 0            | 1            | -            |              |
| Totaal      | 38          | 40          | 73          | 151         |             | Totaal | 3            | 2            | 4            | 9            |              |              |
| Tot. Z+W    | 41          | 42          | 77          | 160         |             |        |              |              |              |              |              |              |

2004: van oorspronkelijk 9-5-10 aangepast naar 8-5-9
2008: van oorspronkelijk 7-5-15 aangepast naar 7-4-11
2012: van oorspronkelijk 6-5-9 aangepast naar 5-4-10

### Ontnomen medailles
| Editie | Sport            | Olympiër                                                              | Onderdeel                  | Medaille |
| ------ | ---------------- | --------------------------------------------------------------------- | -------------------------- | -------- |
| 2004   | Atletiek         | Joeri Bilonoh                                                         | kogelstoten (m)            | Goud     |
| 2004   | Roeien           | Yana Dementyeva Tetyana Kolesnikova Olena Morozova Olena Olefirenko * | dubbel-4 (v)               | Brons    |
| 2008   | Atletiek         | Denys Joertsjenko                                                     | polsstokhoogspringen (m)   | Brons    |
| 2008   | Atletiek         | Ljoedmyla Blonska                                                     | zevenkamp (v)              | Zilver   |
| 2008   | Gewichtheffen    | Natalja Davydova                                                      | -69 kg (v)                 | Brons    |
| 2008   | Gewichtheffen    | Olha Korobka                                                          | +75 kg (v)                 | Zilver   |
| 2008   | Moderne vijfkamp | Victoria Teresjoek                                                    | vrouwen                    | Brons    |
| 2008   | Worstelen        | Vasyl Fedorysjyn                                                      | vrije stijl, -60 kg (m)    | Zilver   |
| 2012   | Atletiek         | Oleksandr Pjatnytsja                                                  | speerwerpen (m)            | Zilver   |
| 2012   | Gewichtheffen    | Oleksej Torochtij                                                     | zwaargewicht (-105 kg) (m) | Goud     |
| 2012   | Gewichtheffen    | Julija Kalina                                                         | lichtgewicht (-58 kg) (m)  | Brons    |

* 2004: Roeien; Olena Olefirenko testte positief bij dopingtest
Afghanistan · Albanië · Algerije · Amerikaans-Samoa · Amerikaanse Maagdeneilanden · Andorra · Angola · Antigua en Barbuda · Argentinië · Armenië · Aruba · Australië · Azerbeidzjan · Bahama's · Bahrein · Bangladesh · Barbados · België · Belize · Benin · Bermuda · Bhutan · Bolivia · Bosnië en Herzegovina · Botswana · Brazilië · Britse Maagdeneilanden · Brunei · Bulgarije · Burkina Faso · Burundi · Cambodja · Canada · Centraal-Afrikaanse Republiek · Chili · China · Chinees Taipei · Colombia · Comoren · Congo-Brazzaville · Congo-Kinshasa · Cookeilanden · Costa Rica · Cuba · Cyprus · Denemarken · Djibouti · Dominica · Dominicaanse Republiek · Duitsland · Ecuador · Egypte · El Salvador · Equatoriaal-Guinea · Eritrea · Estland · Ethiopië · Fiji · Filipijnen · Finland · Frankrijk · Gabon · Gambia · Georgië · Ghana · Grenada · Griekenland · Groot-Brittannië · Guam · Guatemala · Guinee · Guinee-Bissau · Guyana · Haïti · Honduras · Hongarije · Hongkong · Ierland · IJsland · India · Indonesië · Irak · Iran · Israël · Italië · Ivoorkust · Jamaica · Japan · Jemen · Jordanië · Kaaimaneilanden · Kaapverdië · Kameroen · Kazachstan · Kenia · Kirgizië · Kiribati · Koeweit · Kosovo · Kroatië · Laos · Lesotho · Letland · Libanon · Liberia · Libië · Liechtenstein · Litouwen · Luxemburg · Madagaskar · Malawi · Malediven · Maleisië · Mali · Malta · Marokko · Marshalleilanden · Mauritanië · Mauritius · Mexico · Micronesië · Moldavië · Monaco · Mongolië · Montenegro · Mozambique · Myanmar · Namibië · Nauru · Nederland · Nepal · Nicaragua · Nieuw-Zeeland · Niger · Nigeria · Noord-Korea · Noord-Macedonië · Noorwegen · Oeganda · Oekraïne · Oezbekistan · Oman · Oost-Timor · Oostenrijk · Pakistan · Palau · Palestina · Panama · Papoea-Nieuw-Guinea · Paraguay · Peru · Polen · Portugal · Puerto Rico · Qatar · Roemenië · Rusland · Rwanda · Saint Kitts en Nevis · Saint Lucia · Saint Vincent en de Grenadines · Salomonseilanden · Samoa · San Marino · Saoedi-Arabië · Sao Tomé en Principe · Senegal · Servië · Seychellen · Sierra Leone · Singapore · Slovenië · Slowakije · Somalië · Spanje · Sri Lanka · Soedan · Suriname · Swaziland · Syrië · Tadzjikistan · Tanzania · Thailand · Togo · Tonga · Trinidad en Tobago · Tsjaad · Tsjechië · Tunesië · Turkije · Turkmenistan · Tuvalu · Uruguay · Vanuatu · Venezuela · Verenigde Arabische Emiraten · Verenigde Staten · Vietnam · Wit-Rusland · Zambia · Zimbabwe · Zuid-Afrika · Zuid-Korea · Zuid-Soedan · Zweden · Zwitserland
Historische landen: Bohemen · Bondsrepubliek Duitsland · Brits-Indië · Duitse Democratische Republiek · Joegoslavië · Malaya · Nederlandse Antillen · Noord-Borneo · Noord-Jemen · Saarland · Servië en Montenegro · Sovjet-Unie · Tsjecho-Slowakije · West-Indische Federatie · Zuid-Jemen
Bijzondere deelnames: Onafhankelijke olympische atleten · Vluchtelingenteam 
 Australazië · Duits Eenheidsteam · Gemengd team · Gezamenlijk Team